# SV Insterburg
Der SV Insterburg war ein deutscher Sportverein der ostpreußischen Stadt Insterburg, heute Tschernjachowsk.

## Geschichte
Der SV Insterburg wurde am 8. April 1909 von acht Anhängern des 1. Insterburger SC 1907 gegründet. In der Saison 1920/21 konnte der Verein die Bezirksklasse Insterburg gewinnen und qualifizierte sich somit für die Ostpreußische Fußballmeisterschaft, bei der Insterburg jedoch bereits in der Qualifikationsrunde gegen den SC Lituania Tilsit mit 0:2 ausschied. Ab der Saison 1927/28 war Insterburg Teilnehmer in der eingleisigen Bezirksliga Ostpreußen, bei der überwiegend Mittelfeldplatzierungen erreicht worden sind. Als zur Saison 1930/31 die Bezirksliga in drei regionale Bezirksligen aufgeteilt worden ist, spielte der SV Insterburg in der Bezirksliga Nord und konnte sich in den ersten beiden Jahren für die ostpreußische Fußballendrunde qualifizieren. In der Saison 1832/33 gelang dem Verein jedoch nur ein fünfter Platz in der Bezirksliga Nord. Dadurch wurde Insterburg für die neu geschaffene Gauliga Ostpreußen nicht berücksichtigt, da nur die jeweils drei besten Mannschaften sich für die neue Gauliga qualifizierten. Insterburg spielte fortan in der zweitklassigen Bezirksliga.
Bereits zur Saison 1934/35 gelang dem SV Insterburg der Aufstieg in die Gauliga, bei der der Verein in der Gruppe B eine Mittelfeldplatzierung erreichte. Zur darauf folgenden Saison 1935/36 wurde der SV Insterburg letzter des Bezirkes Gumbinnen und musste in zweitklassige Bezirksliga absteige. Zu Stark waren die anderen Vereine, unter anderem auch die Lokalrivalen Yorck Boyen Insterburg und SC Preußen Insterburg. Zur Saison 1937/38 gelang dem Verein der erneute Wiederaufstieg und er erreichte mit Platz 3 in der Gruppe Gumbinnen seine beste Platzierung. Dennoch musste Insterburg erneut absteigen, da die Gauliga zur kommenden Saison auf zehn Teilnehmer gekürzt wurde und nur die zwei besten Mannschaften aus diesem Bezirk qualifiziert waren. Der erneute Aufstieg gelang zur Saison 1940/41. Bis zum Ende der Gauliga in der Saison 1943/44 konnte sich Insterburg halten, in der letzten Saison sprang gar ein zweiter Platz heraus.
Nach dem Zweiten Weltkrieg wurde das zum Deutschen Reich gehörende Insterburg von der Sowjetunion annektiert. Der SV Insterburg wurde – wie alle übrigen deutschen Vereine und Einrichtungen – zwangsaufgelöst.

## Erfolge
- 6 Teilnahmen an der Ostpreußischen Fußballendrunde: 1921, 1928, 1929, 1930, 1931, 1932
- 7 Teilnahmen an der Gauliga Ostpreußen: 1934/35, 1935/36, 1937/38, 1940/41, 1941/42, 1942/43, 1943/44